# Delinda
A Delinda latin eredetű női név, jelentése: felkent, megszentelt.

## Gyakorisága
Az 1990-es években a szórványosan fordult elő, a 2000-es években nem szerepel a 100 leggyakoribb női név között.

## Névnapok
- március 28.